# Canarium asperum
Canarium asperum är en tvåhjärtbladig växtart. Canarium asperum ingår i släktet Canarium och familjen Burseraceae.

## Underarter
Arten delas in i följande underarter:
- C. a. asperum
- C. a. papuanum
- C. a. clementis